# Tankokari (ö i Egentliga Finland)
Tankokari är en ö i Finland. Den ligger i Bottenhavet eller Skärgårdshavet och i kommunen Gustavs i den ekonomiska regionen  Nystadsregionen i landskapet Egentliga Finland, i den sydvästra delen av landet. Ön ligger omkring 73 kilometer väster om Åbo och omkring 220 kilometer väster om Helsingfors.
Öns area är 0,4 hektar och dess största längd är 130 meter i öst-västlig riktning.